# Visutá dráha ve Wuppertalu
Visutá dráha (Schwebebahn) je dopravní systém v německém Wuppertalu. Celý (úřední) název zní Einschienige Hängebahn System Eugen Langen („jednokolejnicová visutá dráha systému Eugen Langen“). Dráha byla vybudována roku 1900 podle plánů inženýra Eugena Langena, roku 1901 získala úřední povolení a je v provozu dodnes. Systém byl původně plánován i pro další města jako Berlín, Hamburk, Londýn a také pro německá koloniální území a patří ke světovým unikátům dopravních prostředků.

## Historie

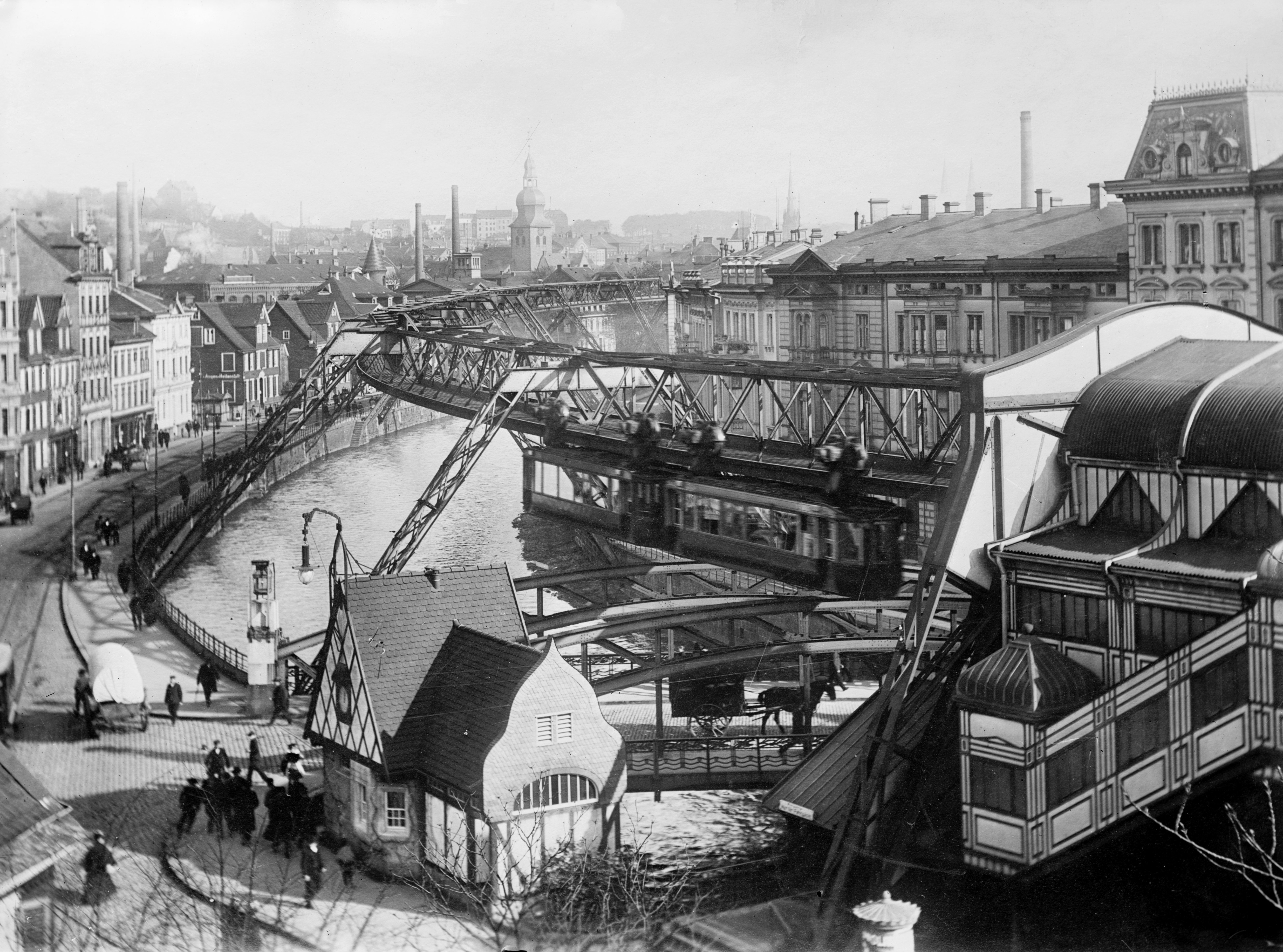
Stanice Werther Brücke, 1913.

Se stavbou trati se započalo roku 1898, první část trati byla uvedena do provozu 1. března 1901; další dvě části byly otevřeny roku 1903. Při otevření trati existovalo 26 vozů (každý o hmotnosti kolem 6,5 tun), které byly později nahrazeny moderními. Z původních se zachoval jen jeden, kterým 24. října 1901 císař Vilém II. Pruský při své návštěvě města podnikl výlet. Dnes je možno si tento „císařský vagon“ (Kaiserwagen) pronajmout pro zvláštní jízdu.
Jako hlavní důvod pro volbu tohoto dopravního systému je uváděna okolnost, že industrializace ve Wuppertalu proběhla velmi brzo a malé údolí kolem říčky Wupper bylo v době rozhodnutí zcela zastavěno, takže realizace jiných dopravních prostředků nepřipadla v úvahu. Eugen Langen, který systém koncipoval, rozpoznal také výhody této dráhy pro neschůdné oblasti, další výhodou byla relativní flexibilita systému i v případě překonání mnoha zákrutů (jako tomu bylo u říčky Wupper). Během doby své existence byla dráha vícekrát modernizována při zachování původního vzhledu konstrukce.

## Trasa

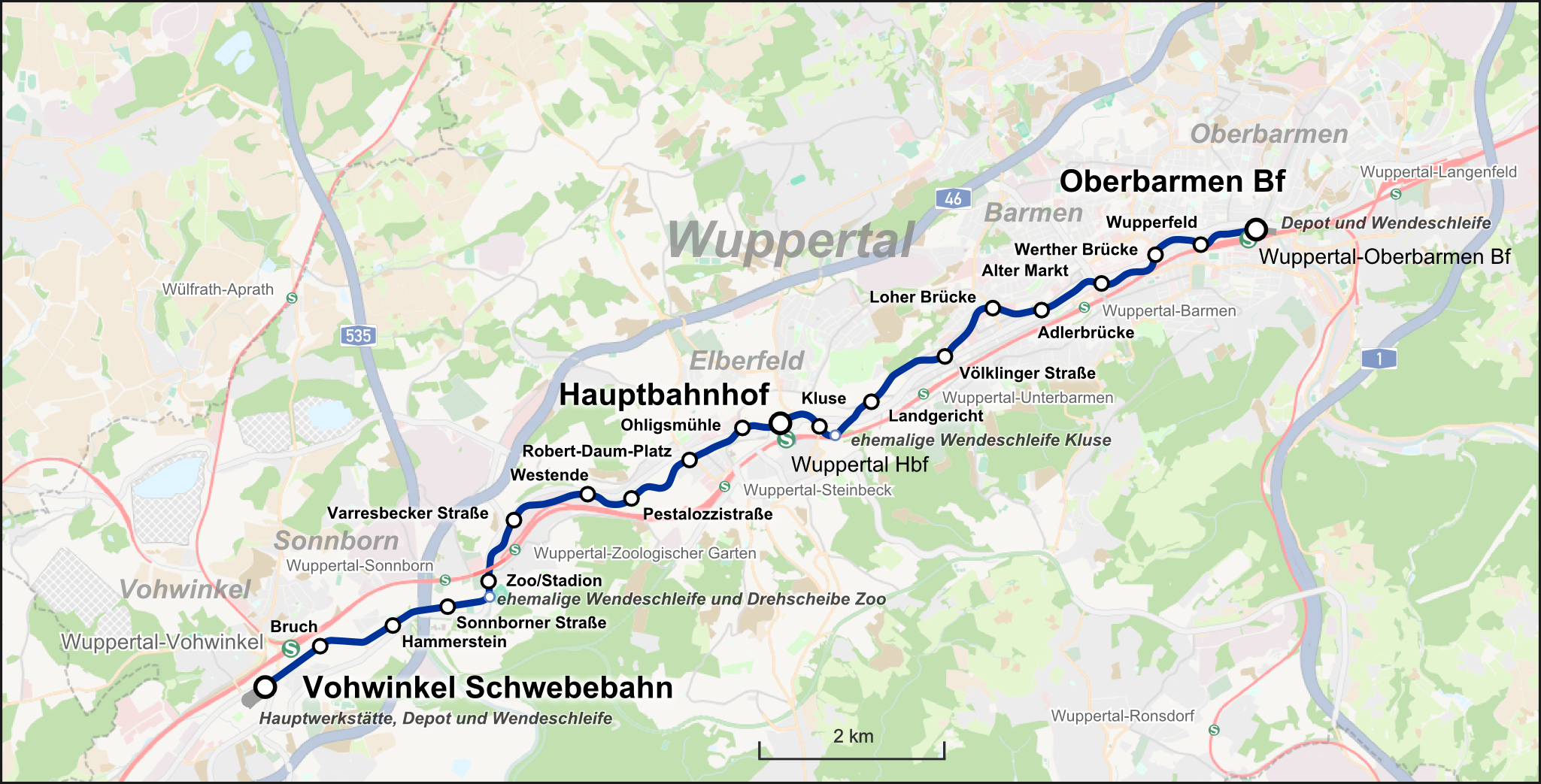
Plán trasy dráhy

Trasa visuté dráhy začíná v části města Oberbarmen, dále trasa vede nad řekou Wupper přes části města Barmen, Eberfeld a Eberfeld-West, dále pokračuje ještě 3,3 km nad ulicemi do stanice Vohwinkel ve stejnojmenné čtvrti.

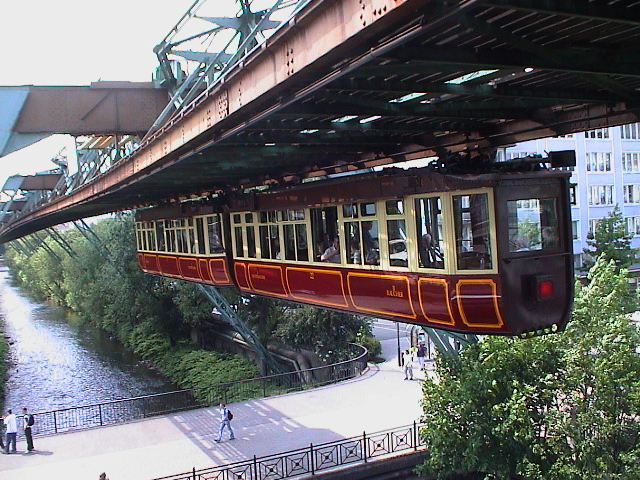
Historický Kaiserwagen nad říčkou Wupper

Dráha je nesena nosnými pilíři ve tvaru obráceného V, které mají odstup až 33 metrů (pro mnohé obyvatele města je tato konstrukce neodmyslitelná od vzhledu Wuppertalu). Při stavbě těchto pilířů, nosných kolejnic a konstrukce stanic bylo spotřebováno kolem 19 200 tun oceli.

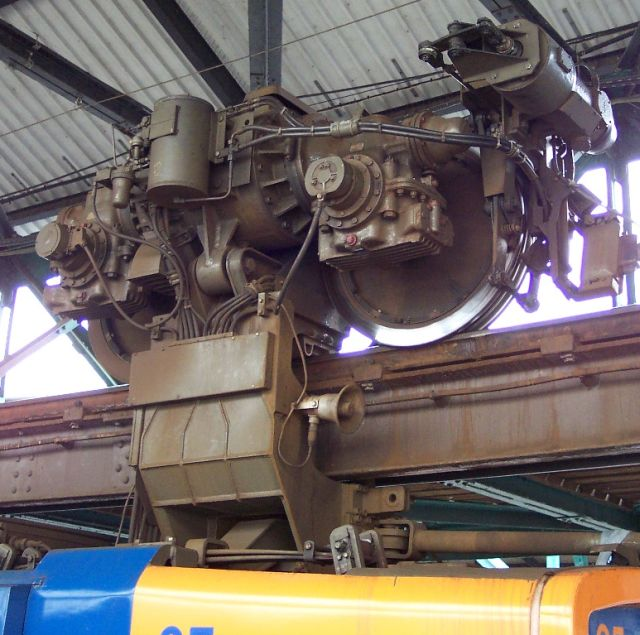
Sada pohonu vozidla GTW-72

Provoz probíhá na trati dlouhé 10 km ve výšce kolem 12 metrů nad hladinou říčky Wupper, kterou sleduje, a dále ještě 3,3 km ve výšce kolem 8 metrů nad ulicemi města. Jízda jedním směrem se zastávkami ve 20 stanicích trvá 30 minut. Ročně je přepraveno kolem 23 milionů cestujících (2003), v průměru tedy 75 000 za den.
Od výchozí stanice Vohwinkel je dráha souběžná s trolejbusovým vedením linky jezdící do Sonnborner Straße, přejíždí dráhu dálnice A46. U stanice Zoo/Stadion trasa přejíždí nad řeku Wupper, nad kterou vede až do konce své trasy.

## Systém
Visutá dráha ve Wuppertalu je jednokolejná visutá dráha. Jedna kolej slouží všem vlakům jako dráha, vozy visí pod ní. Pohonné jednotky vlaku se skládají ze čtyř párů kol uspořádaných za sebou, které jsou v těsné blízkosti elektromotoru a převodovky. Na rozdíl od běžných železničních kol mají kola závěsné dráhy dvě příruby kol, které jsou vybaveny tlumiči pro snížení hluku koleje. Vozy jsou jednosměrné s kabinou strojvedoucího; na koncích dráhy jsou otočné smyčky.

## Stanice
Visutá dráha má celkem 20 stanic, z čehož jsou čtyři nad komunikacemi a ostatní nad řekou Wupper. Stanice jsou od sebe vzdálené v průměru 700 metrů, nejkratší vzdálenost je mezi stanicemi Ohligsmühle a Wuppertal-Hauptbahnhof. Nejdelší úsek mezi dvěma stanicemi v úseku Vöklinger Straße - Landgericht měří přes 1 kilometr.
Stanice jsou cca 25 metrů dlouhé. Přístup do stanic je zajištěn schody nebo výtahem.

## Odkazy

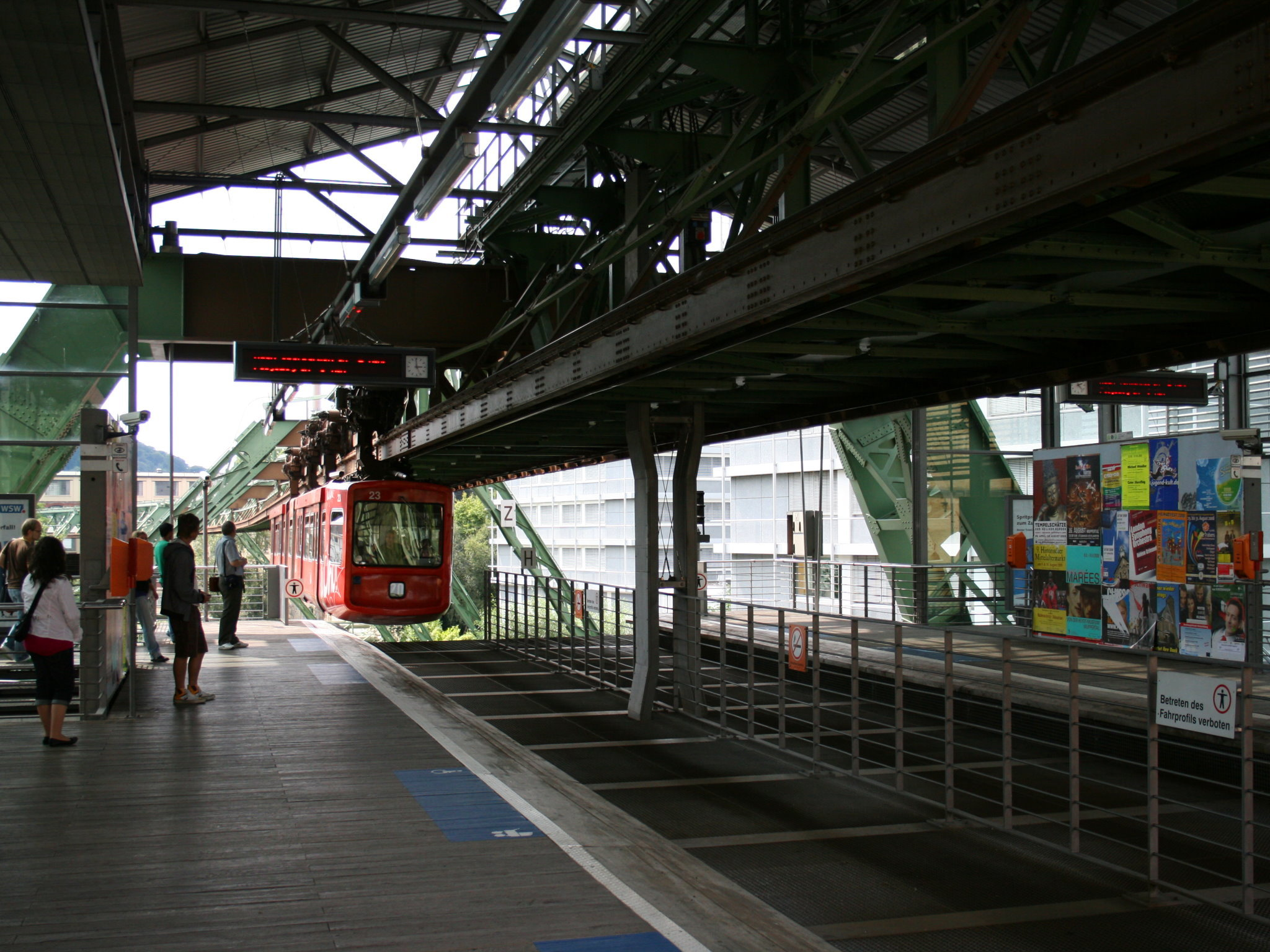
Interiér stanice Robert-Daum-Platz

### Spis stanic
- Vohwinkel
- Bruch
- Hammerstein
- Sonnborner Straße
- Zoo/Stadion
- Varresbecker Straße
- Westende
- Pestalozzistraße
- Robert-Daum-Platz
- Ohligsmühle
- Hauptbahnhof
- Kluse
- Landgericht
- Vöklinger Straße
- Loher Brücke (Junior Uni)
- Adlerbrücke
- Alter Markt
- Werther Brücke
- Wupperfeld
- Oberbarmen